# Eisenberg (Pfalz)
Pour l’article homonyme, voir Eisenberg.
Eisenberg (Pfalz) est une ville située en Rhénanie-Palatinat dans l'arrondissement du Mont-Tonnerre.

## Personnalités liées à la ville
- Franz Osterroth (1900-1986), homme politique né à Eisenberg.

## Jumelage
Sanvignes-les-Mines (France)